# Trái tim vô nhiễm nguyên tội của Mẹ Maria

Hình ảnh truyền thống thể hiện trái tim vô nhiễm của Mẹ Maria

Trái tim vẹn sạch Đức Bà Maria hay Trái tim vô nhiễm nguyên tội Đức Mẹ Maria hay Khiết tâm Đức Bà Maria là dấu chỉ và biểu tượng nói lên sự thương cảm và vô tội của mẹ Maria. Đó cũng là một biểu tượng để các kitô hữu tôn sùng. Việc tôn sùng Trái tim vô nhiễm của Đức Maria được phổ biến ở tầm thế giới sau biến cố hiện ra ở Fatima (1917) và sau đó được sự phê chuẩn của Tòa thánh. Vào năm 1942, kỷ niệm 25 năm biến cố Đức Mẹ hiện ra ở Fatima, Giáo hoàng Piô XII đã dâng thế giới cho Trái Tim Vô Nhiễm Đức Mẹ.
Sau đây là bản kinh cầu được sử dụng rộng rãi:
:"Lạy Đức Trinh nữ Fatima, là Mẹ hay thương xót, là Nữ vương trên trời dưới đất, là nơi nương ẩn cho người tội lỗi, chúng con xin tận hiến cho Mẹ trái tim, linh hồn, gia đình và tất cả những gì chúng con có. Và để cho việc tận hiến này được kết quả bền lâu, hôm nay chúng con xin lập lại lời hứa khi chịu phép rửa tội và phép thêm sức. Chúng con cương quyết trở nên những Kitô hữu tốt lành, trung thành với Chúa, với Hội thánh và Giáo hoàng. Chúng con hứa sẽ siêng năng lần hạt Mân côi, rước lễ, giữ các ngày thứ bảy đầu tháng và tìm cách đưa các linh hồn tội lỗi trở về với Chúa. Lạy Đức trinh nữ chí thành, chúng con cũng xin hứa nhiệt tình quảng bá việc tôn sùng Mẹ, để nhờ việc tận hiến cho Trái tim vô nhiễm của Mẹ và nhờ sự chuyển cầu của Mẹ, Nước Chúa sẽ mau đến trên thế gian này. Amen".